# Robert van der Linden
Robert (Rob) E. van der Linden (Schiedam,  19 maart 1936) is een Nederlands componist, arrangeur, pianist en muziekpedagoog. Van 1978 tot 1997 was hij als docent verbonden aan het Rotterdams Conservatorium (Codarts), voor hoofdvak Piano en voor Compositie.

## Levensloop
Van der Linden studeerde aan het Rotterdams Conservatorium hoofdvak piano bij Gert van der Steen en compositie bij Jan van Dijk. 
Als componist en als arrangeur is hij werkzaam zowel op het gebied van 'serieuze' als 'verpozingsmuziek'. Hij schreef onder andere voor het Metropole Orkest, dat in 1945, kort na de Tweede  Wereldoorlog, door zijn broer Dolf van der Linden in opdracht van de NRU (Nederlandse Radio Unie) werd opgericht. 
Al tijdens zijn studiejaren toonde Van der Linden veel belangstelling voor niet-klassieke muziekvormen, die in het toentertijd nog uitsluitend klassiek georiënteerde muziekonderwijs in Nederland absoluut niet aan de orde kwamen. Stijlkenmerk van zijn muziek is een synthese tussen klassieke muziek, volksmuziek, jazz en aanverwante muziekvormen. Van der Linden richtte in 1972 een eigen ensemble op, The Group. Deze aanvankelijk negen-, later tienmansformatie heeft, in wisselende samenstellingen, ruim 15 jaar bestaan. 
Zijn brede belangstelling voor andere muziekvormen volgend vond Van der Linden na zijn studie aan het conservatorium zijn werkterrein voor een belangrijk deel in de 'lichte muziek', als pianist (solo, in ensembles en orkesten en als begeleider van solisten), als repetitor bij o.a. een zestal musical-producties, en als componist en arrangeur. 
Rond 1970 nam de directie van de  toenmalige Rotterdamse Muziek School (RMS) een initiatief dat grote gevolgen zou hebben voor het muziekonderwijs in Nederland. Zij onderkende al geruime tijd het belang van 'lichte muziek' als een nieuwe richting binnen het muziekonderwijs en gaf Van der Linden de opdracht binnen de RMS een zelfstandige afdeling Jazz en Lichte Muziek op te zetten. Het succes van deze nieuwe afdeling wekte de belangstelling van andere muziekscholen, maar ook van het ministerie van Cultuur, Recreatie en Maatschappelijk Werk (CRM). Een werkgroep onder voorzitterschap van Van der Linden kreeg opdracht adviezen uit te brengen ten behoeve van het professionaliseren van het amateur-muziekonderwijs en het muziek-vakonderwijs op het gebied van Lichte Muziek. Op grond van al deze ontwikkelingen besloot Kees Stolwijk, de toenmalige directeur van het Rotterdams Conservatorium, tot de introductie van vakopleidingen Lichte Muziek op zijn opleidingsinstituut, als eerste in Nederland. Hij benaderde Van der Linden om aan de opzet mee te werken, en toen de opleidingen binnen de nieuwe studierichting in 1978 een feit waren, werd laatstgenoemde aangesteld als hoofdvakdocent Piano. Tot aan zijn vervroegde uitdiensttreding in 1997 vervulde Van der Linden daarnaast o.a. nog de functies van docent Ensemble-leiding, hoofdvak Compositie en Arrangeren, en Methodiek.
Van der Linden schreef ook een aantal studieboeken en een praktische harmonie en akkoordenleer voor piano, waarvan in 2015 een Engelstalige uitgave verscheen.

## Composities

### Werken voor orkest
- The Innerside of a Dream (1994)
- Dialogue for Piano and Orchestra (1998)
- Maya, a symphonic poem for Baritone solo, Chorus, Instrumental soloists and Orchestra (2012)
- Variaties op een Hollands Liedje (voor kamerorkest) (1967)
- Elegy for Horn and Strings (1993)
- Reflections (voor piano en het Metropole Orkest) (1967)
- Landscape (voor het Metropole Orkest) (2011)
- No End  (voor het Metropole Orkest) (2011)
- The Land beyond Stillness, Poem for Violin and Orchestra (2014)
- Boogie and so on (symfonisch jazz orkest) (2016)
- Elegy for Orchestra (symfonieorkest) (2019)
- That's on my Mind (Big Band) (1976/2020)

### Werken voor ensemble The Group*
- Complex (1971)
- Conversations (1972)
- Ceremonial Dance (1973)
- Ballad of Hathor (1973)
- History of Chichèn Itzà (1973)
- Worksong (1973)
- Dance of the Lyrebird (1975)
- Araneae (1979)
- Brooklet of Silence (1979)
- A New Wave of my Mind (1985)
- Copàn (1989)

*(bezetting: Fl/Picc, Hrn (F), Sax/Cl, Trp, Trb, Pno/Synth., Guit, Dr, E.bass/D.bass)

### Voor instrumentale bezettingen
- In an Oldfashioned Way (voor 12 blaasinstrumenten en 2 percussie)  (1972)
- Three Tiny Tales( voor 10 instrumentalisten) (1972)
- Noiseless Piece (voor alttrompet en piano) (1978)
- Quadra (voor saxofoonkwartet)  (1982)
- Clarinet Quartet (1983
- Ballad for Horn and Piano (voor flügelhorn en piano) (1985)
- Passacaglia  (voor fluit en piano)  (2004)
- Intrada for seven Trombones (2011)
- Three Jazz Studies (voor piano, bas, drums)  (2013)
- A Simple Tune for two Pianos (2013)
- Movements for Violin and Piano (2014)
- Chaconne for Flute and Piano  (2015)
- Romance for Violincello and Piano (2018)
- Little Poem (voor strijkkwartet) (2020)
- Rush Hour (voor strijkkwartet) (2020)
- Study for Violin and Piano (2020)

### Voor solo-instrumenten
Piano
- 6 Short Pieces for Piano (1962)
- Pummetje (1982)
- Jazz prelude (1994)
- Rock for Two (1999)
- Nocturne no. 2 (2010)
- Klankstudie (2010)
- Nocturne no. 3 (2015)
- Prelude no. 1 (2016)
- Dances (1 piano, 4 hands)
- Prelude no. 2 (2019)
- Prelude no. 3 (2020)
- Nocturne no. 1 (2020)
- Nocturne no. 3 (2020)
- Songs without Words (2020)
- Miniatures (2020)

Accordeon
- Praeludium e choral variazione per Accordeon (1966)

Gitaar
- 7 Preludes for Guitar (1976)

Orgel
- Praeludium e choral variazione (2008)

Vibrafoon
- Theme and Variations for Vibraphone (2016)

### Songs (met pianobegeleiding)
- The computer's first Christmas card (tenor/bariton) (1993)
- How wonderful a rainy day can be (sopraan/mezzosopr.) (2003)
- Late last night (sopraan/mezzosopr.) (2003)
- Annabel Lee (tenor/bar. (1990)/ sopraan/mezzosopr. (2011)
- Cannelloni (sopraan/mezzosopr.) (2011)
- Mourning (mezzosopraan) (2011)
- Cured at first sight (mezzosopraan) (2011)
- War dreams (sopraan/mezzosopr.) (2011)
- The maiden and the knight (sopraan/mezzosopr.) (2014)
- Quest for Music (tenor/bariton) (2016)
- Song of a well-to-do Man (tenor/bariton) (2017)

### Koor
- Zeven Cantorijmen (voor gemengd koor) (1989)
- Rooverslied (voor bariton, gemengd koor en piano) (2006)
- Vocalises( voor gemengd koor) (2011)
- 6 Christmas Songs, trad. (arr. voor mannenkoor) (1972/2018)
- 4 Christmas Songs, trad. (arr. voor gemengd koor) (1972/2019)

## Educatief materiaal (studieboeken)

### Studieboeken voor piano
- Studies for secondhand piano-players (Van der Linden/Van Kleef)
- How to handle a Rhythm
- Studies for Piano, Part 1
- Studies for Piano, Part 2
- Muziek A-B-C, Basiselementen van de moderne muziek, voor piano (ook in het Duits: Musik A-B-C)
- Praktische harmonie en akkoordenleer van de Jazz en aanverwante muziekvormen voor piano (Garant, Antwerpen.Apeldoorn)
- A Practical Approach to Harmony of Jazz and Related Forms of Music for Piano (Garant, Antwerpen/Apeldoorn)

## Bladmuziek (Sheet music)

### Bladmuziek
- Nocturnes (for piano)
- Preludes (for piano)
- Miniatures (for piano)
- Songs without Words (for piano)
- Musical Gallery, book 1 (for piano)
- Musical Gallery, book 2 (for piano)
- Minimal Movements (for piano)
- Dances (Suite for one piano, four hands)
- Chaconne, Passacaglia (for flute and piano)
- Study for Violin and Piano
- Movements (for violin and piano)
- Little Poem (for string quartet)
- Rush Hour (for string quartet)
- Theme and Variations for Vibraphone (vibraphone solo)